# Johan Lorens Ringenson

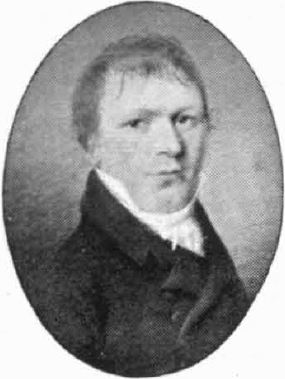
Johan Lorens Ringenson.

Johan Lorens Ringenson, född 22 december 1780 i Slätthögs socken, Kronobergs län, död 27 mars 1855 på Mölntorp, Säby socken, Västmanlands län, var en svensk läkare.
Ringenson blev student vid Lunds universitet 1798, medicine kandidat 1802, medicine licentiat 1804, medicine doktor 1806 och kirurgie magister 1807. Han var biträdande läkare vid Ramlösa brunn 1804–1806, vikarierande läkare i Arboga 1807, stadskirurg i Köping 1808–1834 och anlade brunnsinrättningen Johannisdal där 1811 samt var läkare och kirurg vid Strömsholms stuteri 1812–1852. Han tilldelades professors namn, heder och värdighet 1819.